# Ingérence humanitaire
Pour les articles homonymes, voir Ingérence.
 (octobre 2018).
Si vous disposez d'ouvrages ou d'articles de référence ou si vous connaissez des sites web de qualité traitant du thème abordé ici, merci de compléter l'article en donnant les références utiles à sa vérifiabilité et en les liant à la section « Notes et références ».
L'ingérence humanitaire ou le droit d'ingérence humanitaire concerne une intervention humanitaire ou militaire, faite au nom de la protection des droits humains, en dépit de la souveraineté territoriale d'un État.

## Histoire
L'idée d'aller dans un pays étranger pour y aider la population est ancienne. En 1625, dans son ouvrage De iure belli ac pacis, Hugo Grotius avait déjà abordé la possibilité d'intervenir dans le cas où un tyran commettrait des actes abominables.  Au XIXe siècle, on évoque « l'intervention d'humanité ». Les Européens désignent ainsi leurs actions pour aller, officiellement, sauver les chrétiens vivants en Turquie, mais officieusement, pour déstabiliser le sultan ottoman, Abdülhamid II. Au nom de cette « intervention d'humanité », des « atrocités » sont rapportées.
En 1859, Henri Dunant fonde l'organisation internationale de la Croix-Rouge.
Le concept d'ingérence humanitaire est apparu durant la guerre du Biafra (1967-1970). Le conflit a entraîné une famine, largement couverte par les médias occidentaux mais totalement ignorée par les chefs d'État et de gouvernement au nom de la neutralité et de la non-ingérence. Cette situation a entraîné la création d'ONG comme Médecins sans frontières ou Médecins du monde qui défendent l'idée que certaines situations sanitaires exceptionnelles peuvent justifier à titre extraordinaire la remise en cause de la souveraineté des États.
La notion de « devoir d'ingérence » est utilisée pour la première fois en France par l'essayiste libéral Jean-François Revel en 1979, concernant la Centrafrique et l'Ouganda. Elle est reprise par Bernard-Henri Levy en 1980 pour le Cambodge.
L'ingérence humanitaire est reformulée en tant que « droit d'ingérence » à la fin des années 1980, par le professeur de droit Mario Bettati et l'homme politique Bernard Kouchner. En 1988, la France est le premier pays à se doter d'un secrétariat d'État à l'action humanitaire et milite pour faire reconnaître un principe d'assistance en faveur des victimes de guerres civiles, persécutions, génocides ou catastrophes naturelles.
Entre 1988 et 1991, l'ONU vote trois résolutions pour secourir les victimes du tremblement de terre en Arménie, les populations kurdes d'Irak, les ressortissants de l'ex-Yougoslavie menacés par la ségrégation ethnique. 
Après la guerre froide, la progression des notions de droit d'ingérence et d'intervention humanitaire a accru les tensions sur le concept de souveraineté. De même, l'émergence de conflits vers l’Irak renforce les idées interventionnistes de changement de régime. Les interventions militaires en Somalie, en Haïti ou en Bosnie de même que les bombardements du Kosovo et de la Serbie illustrent la mise en œuvre de moyens militaires au service du droit d'ingérence humanitaire et du changement de régime. Aux États-Unis, après le 11 septembre 2001, ces notions seront reprises par les néo-conservateurs pour justifier les interventions américaines en Irak et en Afghanistan.
Dans la pratique, au nom de l'urgence humanitaire, le mandat est parfois donné rétroactivement ; ainsi en 2002, l'intervention de la France en Côte d'Ivoire s'est faite initialement sans mandat de l'ONU, la France étant intervenue dans le cadre des accords de défense qui la liaient à ce pays.

## Définitions
Les défenseurs de l'ingérence humanitaire la justifient principalement au nom d'une morale de l'urgence mettant  les droits premiers des êtres humains au-dessus de la politique. Ils se fondent sur la Déclaration universelle des droits de l'Homme de 1948. Une ingérence n'est légitime qu'en cas de  violation massive des droits de l'homme, et qu'elle est encadrée par une instance supranationale, comme le Conseil de sécurité des Nations unies. Elle concerne des valeurs morales, alors que le droit international établit qu'un État, étant souverain, n'est lié par une règle que s'il l'a acceptée en ratifiant un traité ou en y adhérant.
Dans la pratique, les actions d'ingérence humanitaire sont réalisées par des contingents nationaux, ce qui peut impliquer deux situations différentes :
Le droit d'ingérence est celui d'une ou plusieurs nations de violer la souveraineté nationale d'un autre État, dans le cadre d'un mandat accordé par l'autorité supranationale. 
Le devoir d'ingérence est l'obligation faite à tout État de faire respecter le droit humanitaire international. Refusant ainsi aux États membres de l'ONU tout « droit à l'indifférence », cette obligation ne permet cependant pas d'action armée unilatérale. Elle ne serait qu'une obligation de vigilance et d'alerte face à des exactions qu'un gouvernement serait amené à commettre.